# Список монастырей Сербской православной церкви

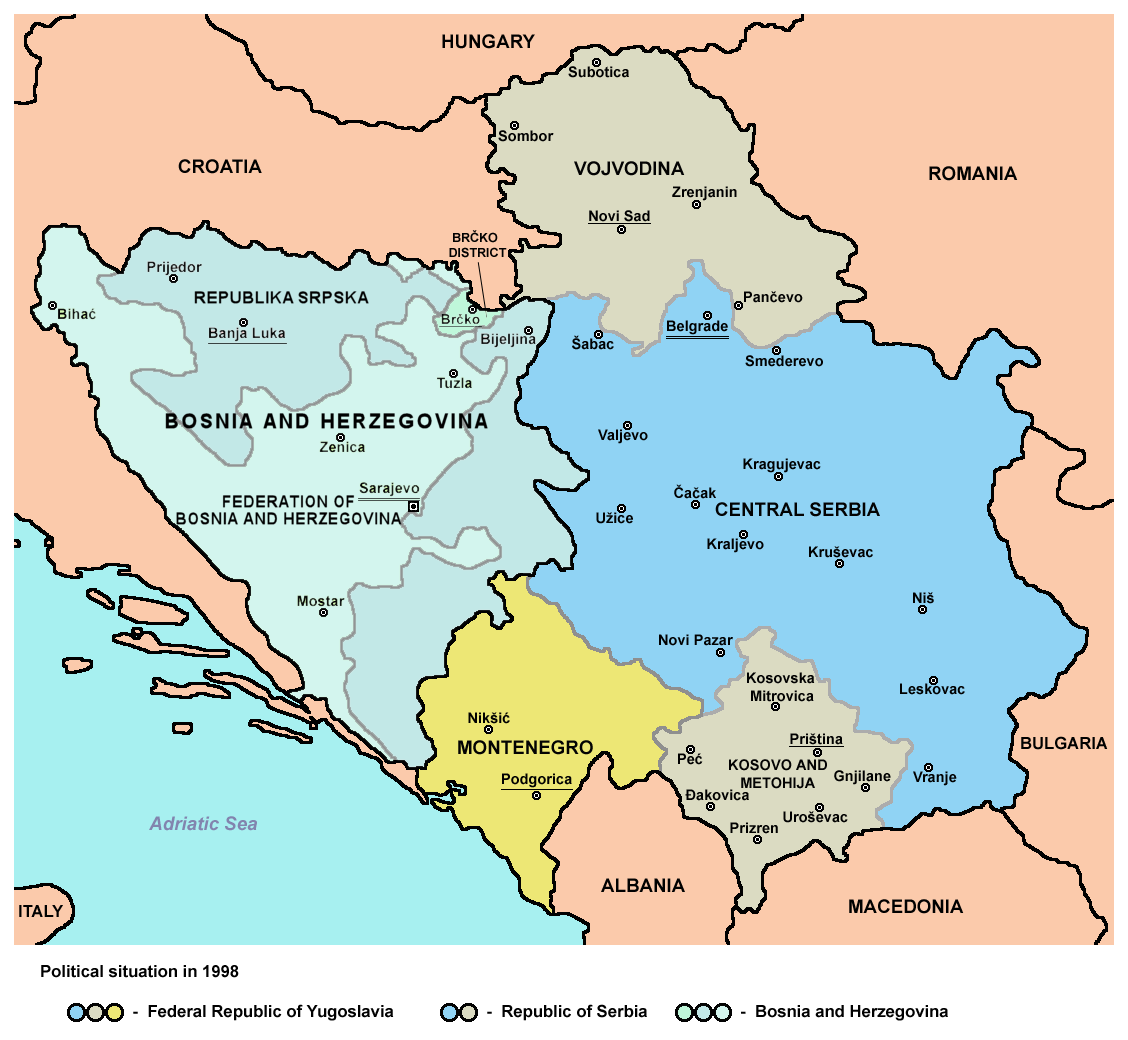
Большинство сербских православных монастырей находится в Сербии, Черногории, Боснии и Герцеговине, а есть определенное количество и в Хорватии.

Список монастырей Сербской православной церкви

## Монастыри вСербии

### Воеводина

#### Фрушка-Гора
Монастыри Фрушка-Горы расположены на одноименном кряже в Автономном крае Воеводина, в историко-географической области Срем. Все 16 монастырей относятся к Сремской епархии.
Большая часть монастырей Фрушской Горы была построена под влиянием моравской и рашской зодческих школ. Позднее они были значительно реконструированы — церкви получили высокие многоступенчатые колокольни в стиле барокко, а внутри — большие, сложные иконостасы, расписанные лучшими сербскими художниками того времени.
За время своего существования монастыри часто страдали во время войн. В 1941—1945 годах монастыри Фрушка-Горы подверглись разграблению хорватскими усташами. Реликвии православных святых, украденные усташами, были реквизированы немецкими оккупационными войсками (передавшими их протестантской церкви, которая в дальнейшем вернула их православному духовенству). В 1999 году монастыри пострадали от бомбардировок со стороны авиации НАТО.
В 1990 году комплекс монастырей Фрушской Горы получил статус культурного наследия особой значимости.

### Косово-Метохия
Косово и Метохия были центром средневековой сербской государственности во время её наивысшего расцвета в XIII—XIV вв. Поэтому в крае в большом количестве находятся задужбины сербских правителей, дворян и церковных иерархов. Крупные города, такие как Печ, Приштина и Призрен, были значимыми политическими, экономическим и религиозными центрами, вокруг которых в значительном количестве основывались монастыри. По примеру Византии монастыри и церкви в Косове и Метохии строились на местах, где ранее находились важные для христиан святыни. Они играли важную роль в развитии сербской культуры, в частности — письменности.
Большинство сербских монастырей в Косове и Метохии были построены в следующих стилях:
- рашском, в котором отражено византийское и западное наследие;
- сербско-византийском, также именуемом косовско-метохийским;
- моравском, воплощающем влияние двух вышеперечисленных стилей и хиландарской школы.

Монастырские комплексы, как правило, включали в себя один или несколько храмов, трапезные, библиотеки, жилые помещения и крепостные сооружения.
После войны НАТО против Югославии и перехода Косова и Метохии под контроль войск НАТО по всему краю началось уничтожение сербских религиозных и культурных объектов. Согласно письму патриарха Сербской православной церкви Павла от 2002 года к специальному представителю Генерального секретаря ООН в Косове Михаэлю Штайнеру и главнокомандующему Международными миротворческими силами в Косове (КФОР) генералу Марселю Валентину, уже после ввода в Косово миротворцев местными албанцами было разрушено более 120 православных храмов, ряд из которых имеют средневековое происхождение и являются частью всемирного культурного наследия.
В 2004 году монастырь Высокие Дечаны был зачислен в перечень объектов всемирного наследия ЮНЕСКО. Фрески монастыря были охарактеризованы как «одни из наиболее ценных экспонатов палеологовского ренессанса в византийском изобразительном искусстве» и «ценное отображение жизни XIV века». Спустя два года в 2006 году объект наследия был расширен, и в список были включены ещё два православных монастыря и одна церковь. Тогда же они были зачислены в список всемирного наследия, находящегося под угрозой, по причине возможных атак албанских боевиков. Все объекты находятся под защитой KFOR. При этом посещение паломниками ряда монастырей и церквей возможно только в сопровождении солдат KFOR.

## Хорватия
Первым сербским монастырём на территории Королевства Хорватия был монастырь Крупа, основанный в 1317 году монахами бежавшими из Боснии от турок на средства короля Стефана Уроша II. Примерно в то же время был основан монастырь Крка на средства принцессы Елены Шубич Неманьич, сестры короля Стефана Уроша IV и жены хорватского вельможи Младена III Шубича. Во время массового переселения сербов на земли Военной границы началось строительство православных монастырей. Некоторые из них, как например монастыри Бршлянац, Комоговина и Марча были закрыты австрийскими властями во второй половине XVIII века. Многие монастыри пострадали в годы Второй мировой войны, когда хорватские усташи вели геноцид сербов и преследования Сербской православной церкви. Часть монастырей также пострадала от хорватских войск и мародеров во время войны 1991—1995 годов, в том числе средневековые монастыри Крупа и Крка. После войны началась реконструкция и обновление ряда монастырей.
На 2013 год насчитывалось пятнадцать действующих монастырей Сербской православной церкви, из которых: два — в Загребско-Люблянской митрополии, три — в Горнокарловацкой епархии, шесть — в Далматинской епархии, четыре — в Славонской епархии.